# Творение Господне
«Творение Господне» (англ. Something the Lord Made) — американская драма режиссёра Джозефа Сарджента, повествующая о жизненном пути «пионера кардиологии» Вивьена Томаса и его наставнике докторе Альфреде Блейлоке, который является зачинателем современной кардиохирургии, справившись с синдромом синюшного ребёнка. Фильм основан на рассказе обладателя премии National Magazine Awards Кейт МакКейб Как Творение Господне (Like Something the Lord Made) журнала The Washingtonian.
Премьера фильма состоялась 30 мая 2004 года.

## Сюжет
Фильм рассказывает историю 34-летнего сотрудничества, начавшуюся во время расовой сегрегации в 1930 году в Нашвилле, когда доктор Альфред Блейлок (Алан Рикман) нанял чернокожего молодого парня Вивьена Томаса (Мос Деф) ассистентом в лабораторию университета Вандербильта для подсобных работ. Доктор Блэлок, заметив тягу и первичные навыки в медицине у Вивьена, предложил ему партнерство в проведении исследований.
Затем действия переносятся в 1941 год, когда Блэйлок начал работу вместе со своим ассистентом в Госпитале Джонса Хопкинса в Балтиморе. В те годы к «цветным» было пренебрежительное отношение в обществе. Учитывая помощь и вклад Вивьена в исследовательскую работу, доктор Блэлок пытался остановить социальную несправедливость по отношению к своему коллеге. Вместе они смогли решить проблему порока сердца — тетрады Фалло (вызывающей синдром синюшного ребёнка), став родоначальниками кардиохирургии.
Будучи вместе в лаборатории и на операции, за пределами больницы они были разделены барьерной стеной расизма. Вивьен Томас продолжил работу в Госпитале Джонса Хопкинса, и даже после смерти Альфреда Блэйлока. Труды Вивьена не остались незамеченными, и были признаны: в конце фильма Вивьену на официальной церемонии было присвоено звание почётного доктора, а его портрет повесили рядом с портретом Блэйлока в здании Госпиталя, где они работали.

## В ролях
- Мос Деф — доктор Вивьен Томас[англ.]
- Алан Рикман — доктор Альфред Блейлок
- Кира Седжвик — Мэри Блэйлок
- Габриэль Юнион — Клара Томас
- Меррит Уивер — мистер Саксон
- Клэйтон ЛеБеф — Гарольд Томас
- Чарльз С. Даттон — Уильям Томас
- Мэри Стюарт Мастерсон — Хелен Б. Тоссиг

## Критика
Рецензия-опрос веб-сайта Rotten Tomatoes показала, что 90 % аудитории, оценив на 4.1 балла из 5, дали положительный отзыв о фильме.

## Награды
Фильм был номинирован на 9 «Эмми» и победил в 3 номинациях: лучший телевизионный фильм (Best Made for Television Movie), лучшая операторская работа (Best Cinematography) (Дон Морган) и лучший монтаж (Best Picture Editing) (Майкл Браун). Фильм также победил в двух номинациях премии «Золотой глобус», Black Reel Awards за лучший фильм и лучшую мужскую роль второго плана (Клэйтон ЛеБеф), NAACP Image Award, Гильдия режиссёров США (Directors Guild of America) наградила Джозефа Сарджента за режиссёрскую работу, Гильдия сценаристов США (Writers Guild of America) наградила Питера Сильвермена и Роберта Касвелла за работу над сценарием для фильма. Американский институт киноискусства назвал фильм «Творение Господне» лучшим телевизионным фильмом 2004 года, назвав его «раскрытие… сладко-горькой истории [которая] является важным инструментом для Америки как продолжение поиска для общественного лексикона анализирования проблемы расы». (англ. a revelation… a bittersweet story [that] is an important tool for America as it continues to search for a public vocabulary to discuss issues of race.)